# クリスティアン・レデスマ
クリスティアン・ラウール・レデスマ（Cristian Raúl Ledesma, 1978年12月29日 - ）は、アルゼンチン・ブエノスアイレス州サン・イシドロ出身の元サッカー選手、サッカー指導者。元アルゼンチン代表。現役時代のポジションはミッドフィールダー。

## 経歴

### クラブ
1997年にAAアルヘンティノス・ジュニアーズからデビュー。CAリーベル・プレート、ハンブルガーSV（ドイツ）、CFモンテレイ（メキシコ）、CAコロン、ラシン・クラブに在籍した。2007年に在籍したCAサン・ロレンソ・デ・アルマグロでプリメーラ・ディビシオン優勝を果たし、オリンピアコスFC（ギリシャ）に移籍金約180万ユーロで移籍。オリンピアコスではUEFAチャンピオンズリーグに出場した。2008年8月にサン・ロレンソにレンタル移籍した。2010年7月13日、フリートランスファーでコロンに加入。
2014年7月にCAリーベル・プレートから古巣であるアルヘンティノスへ復帰。2016年7月、現役を引退することを表明した。

### 代表
2007年には代表キャップ0のままコパ・アメリカに出場するアルゼンチン代表メンバーに選出され、4月18日のチリ戦でデビューした。8月22日のノルウェーとの親善試合で2キャップ目を記録し、9月11日のオーストラリア戦で3キャップ目を記録した。

### 指導者
2017年12月18日、CAティグレの監督に就任した。

## タイトル
リーベル・プレート
- プリメーラ・ディビシオン : 1999アペルトゥーラ, 2000クラウスーラ, 2002クラウスーラ, 2013-14フィナル

ハンブルガー
- DFLリーガポカール : 2003

サン・ロレンソ
- プリメーラ・ディビシオン : 2007クラウスーラ

オリンピアコス
- ギリシャ・スーパーカップ（英語版） : 2007
- ギリシャ・スーパーリーグ : 2007-08
- キペロ・エラーダス : 2008